# Phylakopi

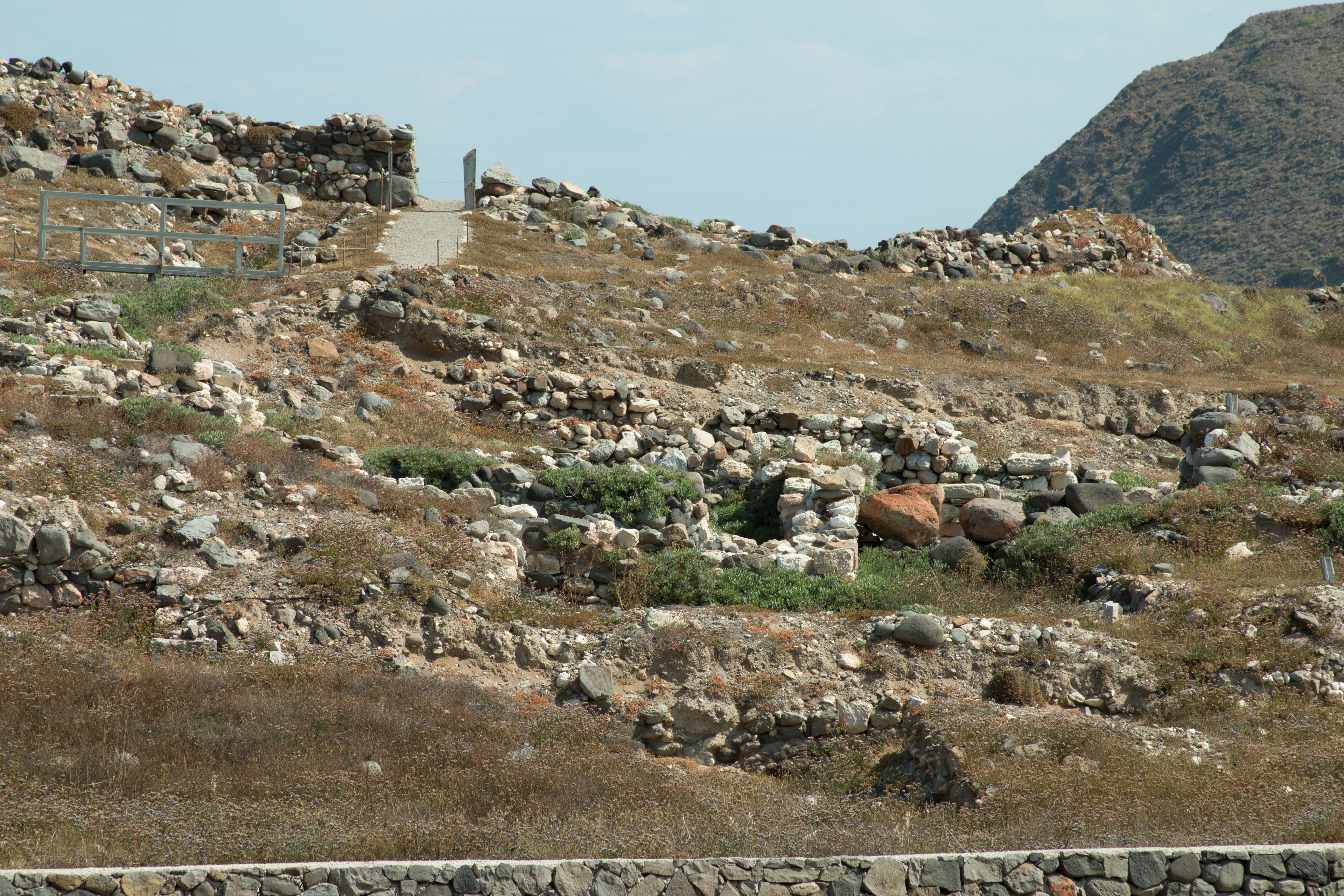
Die Ausgrabungsstätte von Süden

Phylakopi (griechisch Φυλακωπή (f. sg.)) ist eine bronzezeitliche Siedlung auf der griechischen Kykladeninsel Milos im Ägäischen Meer. Aus ihrer Anfangsphase am Ende der frühkykladischen Zeit liegen innovative Formen der Keramik vor. In der mittelkykladischen und spätkykladisch/mykenischen Zeit war sie neben Agia Irini auf der Insel Kea die größte bekannte Stadt der Region.

## Forschungsgeschichte
Die Siedlung wurde von 1896 bis 1899 von Archäologen der British School at Athens unter der Leitung von David George Hogarth, Arthur Evans und Duncan Mackenzie ausgegraben. Die Funde wurden in vorbildlicher Weise dokumentiert und befinden sich heute im Nationalmuseum in Athen. 1911 fand eine kleine Grabung zur Bestätigung der Schichtenfolge aus drei städtischen Epochen statt, diese wurde aber erst 1974 ausgewertet. Im selben Jahr begannen neue Grabungen unter Leitung von Colin Renfrew, die bis 1977 andauerten. Die Grabungen der 1970er Jahre brachten eine Neubewertung der Siedlungsstruktur in mittelkykladischer Zeit.
Eine ausführliche Veröffentlichung der Ausgrabungen der 1970er Jahre erfolgte erst 2007 durch Renfrew. Darin verwarf er große Teile der bisherigen Datierungen und schlug eine neue Abfolge der Bauten vor. Demnach würde der städtische Charakter Phylakopies erst rund 200 Jahre später einsetzen und statt drei schlug er vier charakteristische Phasen vor. Diese Interpretation stieß auf Kritik, insbesondere wurde eingewandt, dass Mackenzie und die Ausgräber am Ende des 19. Jahrhunderts viel zu gute Kenntnisse von den Bauformen und Keramikstilen hatten, als dass sie derartig weitgehende Irrtümer in der Datierung machen würden. Neuere Analysen unter Rückgriff auf die unveröffentlichten Grabungsberichte von Mackenzie zeigen, dass die ursprünglichen Datierungen mindestens bei der Abgrenzung der zweiten zur dritten Epoche nicht zu halten sind.

## Frühe Siedlungsstrukturen
Die frühesten Siedlungsspuren sind Gräber, die nach Bauart und Grabbeigaben der Grotta-Pelos-Kultur zwischen 3000 und 2650 v. Chr. zugeordnet werden (Zur zeitlichen Einordnung siehe: Kykladenkultur). Derselben Epoche werden einige Mauerreste zugeordnet, die noch nicht als Teile einer Stadt angesprochen werden. In dieser Epoche war Phylakopi nur eine dörfliche Siedlung. Das Mauerwerk aus trocken geschichteten Kalksteinen der Insel war zwischen 30 und 60 cm dick. Mörtel wurde nicht verwendet. Wegen der Überbauung durch spätere Phasen sind nur wenige Grundmauern auffindbar, ein Zusammenhang der Räume lässt sich nicht mehr herstellen.

## Phylakopi in frühkykladischer Zeit
Die ältesten städtischen Gebäude in Phylakopi stammen vom Ende der frühkykladischen Zeit. Die ersten wurden von Mackenzie dem Ende der frühkykladischen Epoche II zugeordnet, Renfrew will sie noch den dörflichen Strukturen zuordnen. Der Hauptteil stammt aus den Jahren kurz vor 2000 v. Chr. Sie waren namensgebend für die Phylakopi-Kultur, mit der die nachweisbare Geschichte der Kykladen nach einem Abbruch der Siedlungskontinuität am Ende der Kastri-Kultur rund um 2200 v. Chr. wieder aufgenommen wird.
Die Keramik dieser Epoche weist eine Vielzahl neuer Elemente auf: erstmals lässt sich ein mineralischer Überzug auf den Gefäßen aus rotem, braunem oder schwarzem Ton finden, der einen matten Glanz aufweist. In diesen Überzug sind häufig Muster eingeritzt, die mit einer weißen Masse gefüllt wurden, so dass die Muster deutlich hervortreten. Neu sind auch einige Gefäßformen. Neben den weiterhin verbreiteten kegelförmigen Töpfen treten nun sogenannte Entenvasen auf, kugelförmige Gefäße mit einem schnabelförmigen Ausguss, der eine breite Tülle aufweist. Erstmals haben diese Gefäße nur einen Henkel, der den Ausguss mit der Oberseite des Bauches verbindet. Ebenfalls neu sind Schnabelkannen mit hoch aufragendem Ausguss, einseitig spitz ausgezogener Tülle und einem Henkel von der Rückseite des Ausguss hinunter zum Körper. Diese Gefäße sind häufig mit einem weißen Überzug bemalt. Pithoi, Vorratsgefäße mit einem tiefliegenden größten Durchmesser und großer Öffnung sind eine weitere Innovation. Am Ende der frühkykladischen Zeit reicht ihre Größe von 25 bis 30 cm für die kleinen, bis zu 70 cm für große. In späteren Epochen werden sie bei unveränderter Grundform bis übermannshoch und fest in die Gebäudeböden eingebaut werden.

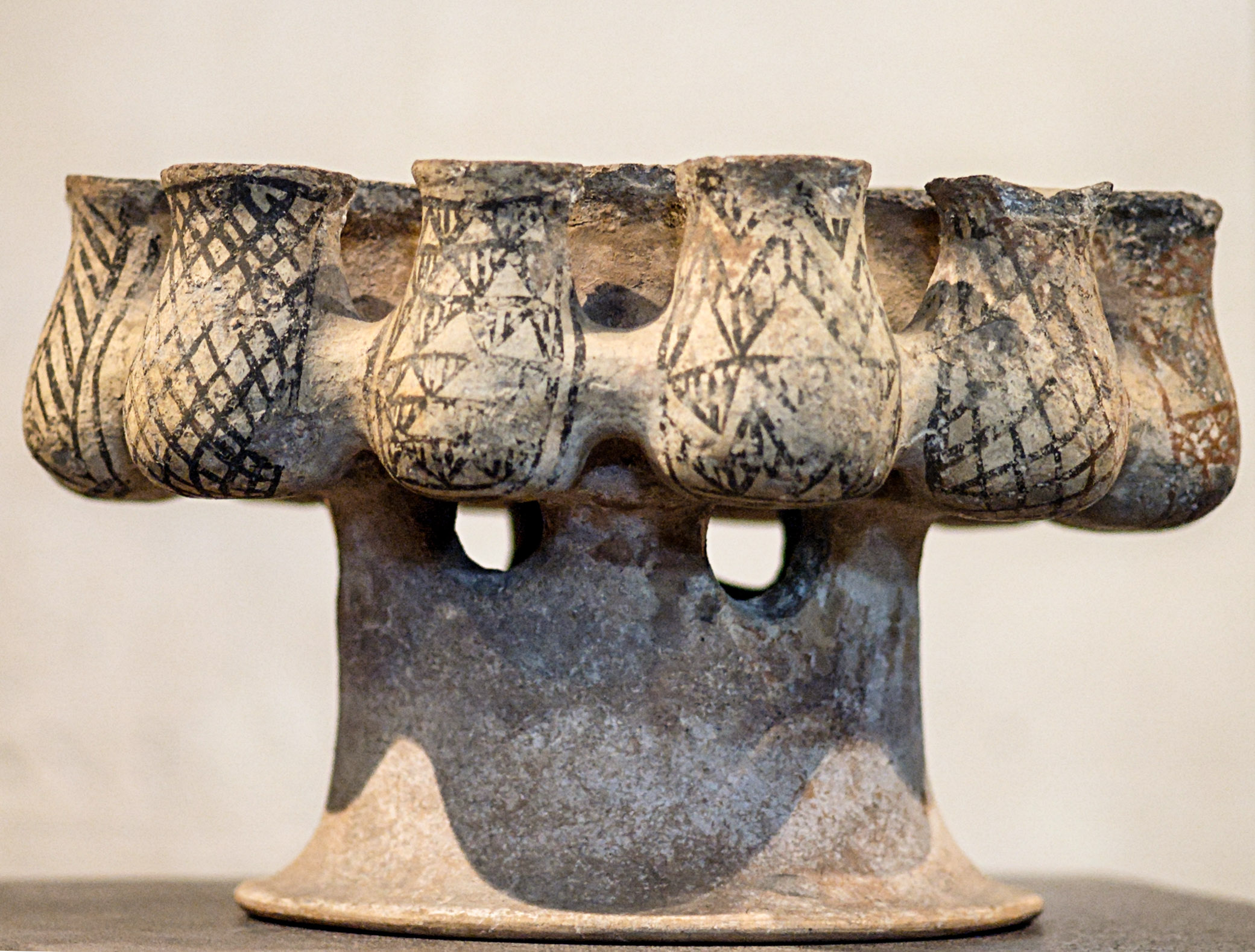
Kernos – Spendengefäß aus Phylakopi

Generell werden in Phylakopi wesentlich kunstvoller ausgeführte Gefäße als in früheren Epochen und anderen Siedlungen der Kykladenkultur gefunden. Die Bewohner der Stadt lebten in einem relativen Wohlstand und verwendeten künstlerisch geformte und bemalte Keramiken. Der Höhepunkt ist mit den sogenannten Kernoi erreicht: Spendengefäße, die aus mehreren kleinen Schalen zusammengesetzt sind, oft auf einem Fuß montiert und mit verschiedenen, zumeist geometrischen Mustern verziert. Ähnlich sind Schalen von Öllampen, die ebenfalls in Paaren oder zu dritt auf einen gemeinsamen Halter montiert wurden.
Kurios wirken zwei Funde von aufgerichteten Tierfiguren, die vor ihrer Brust eine Schale halten. Sie werden als Dachse oder Igel gedeutet.

## Mittelkykladische Zeit (2000v.Chr.–1600v.Chr.)
Aus der mittelkykladischen Zeit sind bisher nur drei Siedlungen ausgegraben: Neben Phylakopi noch Agia Irini auf Kea und Phourion auf Paros. Es sind aber insgesamt 20 Siedlungsstandorte bekannt, eine deutliche Zunahme gegenüber den 15 der vorangegangenen Epoche.
In Phylakopi wurde die erste städtische Siedlung gefunden. Die britischen Ausgräber am Ende des 19. Jahrhunderts ordneten der Epoche ihre Funde einer kyklopischen Wehrmauer, kunstvollen Fresken und Häusern mit großen Räumen, deren Decken von Pfeilern getragen wurden, zu. Auch wenn diese Zuschreibungen in den 1970er Jahren revidiert werden mussten und diese Befunde alle späteren Schichten am Anfang der spätkykladischen oder mykenischen Kultur zugeordnet wurden, so bleiben für Phylakopi doch noch genügend Unterschiede zu vorhergehenden Kulturen, um einen Epochenwechsel festzustellen.
Die Stadt war dicht bebaut und bedeckte eine Fläche von rund 220 m Länge und nicht mehr feststellbarer Breite, weil Teile des Felsplateaus ins Meer gerutscht sind. Sie hatte eine regelmäßige Struktur von Straßen mit einer Breite von etwa 1,60 m, gerade ausreichend, damit zwei Esel einander ausweichen konnten. Die Wände waren durchschnittlich 0,60 m dick. Erstmals wird fast durchgehend Lehmmörtel zur Verbindung des Mauerwerks aus Basalt und Kalkstein verwendet. Nachdem die große Mauer späteren Epochen zugeordnet wurde, gibt es keine Hinweise mehr auf eine Befestigung, ebenso wenig deutet das Straßenraster auf ein zentrales Heiligtum oder einen Palast hin. Aber die Stadt muss einen geschäftigen Hafen gehabt haben, denn in den Gebäuden wurden Funde gemacht, die auf intensiven Handel deuten. Keramikmanufakturen in Phylakopi fertigten Waren, die von Kreta bis zur Argolis auf dem Peloponnes in der gesamten südlichen Ägäis und auf dem angrenzenden Festland gefunden wurde. Andererseits wurden in der Stadt Gefäße gefunden, die vom attischen Festland stammen und dem minyischen Stil zugeordnet werden, sowie vereinzelt solche aus Kreta im minoischen Stil.
Der gesamte Obsidian der mittelkykladischen Zeit stammte von der Insel Milos und wurde in Phylakopi verarbeitet. Das Glas war das Material für die meisten Werkzeuge der Bronzezeit, es wurde zu schmalen Klingen geschlagen und zu Schabern und Pfeilspitzen retuschiert. Der Handel mit Obsidian gilt als Grundlage für den Wohlstand der Stadt.

## Mykenische Zeit
In der spätkykladischen Zeit ab 1600 v. Chr. verschmolzen die Kulturen der Ägäis-Inseln mit der des Festlandes. Während am Anfang der Epoche insbesondere auf der Kreta am nächsten liegenden Kykladen-Insel Santorin und der dortigen Stadt Akrotiri noch der Einfluss der minoischen Kultur beobachtet werden kann, lassen sich die übrigen Kykladeninseln, darunter Milos, zunehmend der mykenischen Kultur des attischen Festlandes zuordnen. Dabei ist in Phylakopi zunächst ein Anwachsen des vorher sehr geringen minoischen Einflusses zu verzeichnen, bevor dieser deutlich schneller und weiter gehend durch die mykenische Kultur abgelöst wird. Der Übergang zwischen den Bauten der Mittelkykladischen und der Mykenischen Epoche ist umstritten. Mackenzies Zuordnung mehrerer bedeutender Bauten in die mittelkykladischen Zeit wird von Renfrew widersprochen. Er datiert die Säulenhalle des Herrenhauses und wesentliche Teile der Stadtmauer erst in die frühmykenische Epoche. Die Auswertung der Grabungsunterlagen Mackenzies stützt diese Annahme. Brodie stellt fest, dass Mackenzie Mauern, die im zweiten Stratum gefunden wurden, sowohl seiner zweiten, der mittelkykladischen, wie der dritten, mykenischen, Epoche zugeordnet hat. Dies lässt sich durch die Nutzung früherer Grundmauern und die Methodologie der Ausgrabungstechnik am Ende des 19. Jahrhunderts erklären. Bei späteren Grabungen Mackenzies als Assistent von Arthur Evans in Knossos auf Kreta konnte er weitere Erfahrungen sammeln.

### Die frühmykenische Stadt
Am Übergang von der mittelkykladischen zu mykenischen Zeit wurde die Stadt fast völlig neu konstruiert. Obwohl die Grundmuster, Blockgrößen und Straßenbreite übernommen wurden, wurden nur gelegentlich die alten Fundamente wieder benutzt. Ob es zu einer Zerstörung durch Krieg oder Feuer gekommen war, oder ob eine koordinierte Aktion der Bewohner auf Verfallserscheinungen reagierte, kann nicht mehr festgestellt werden. Möglicherweise handelt es sich auch um eine allmähliche Umgestaltung binnen etwa einer Generation, die durch eine straffe Planung heute wie ein allgemeiner Neuaufbau wirkt.
Die Häuser waren teilweise zweistöckig, andere hatten Kellerräume, die ganz oder teilweise unter der Erde lagen. Es sind vier Mauern mit Türen erhalten. Die Türstöcke waren aus Holzbalken oder Steinplatten errichtet. Sie waren so niedrig, dass ein erwachsener Mann sich sicher bücken musste. Erstmals sind Räume so groß, dass die Decke mit einem zentralen Pfeiler abgestützt werden muss.

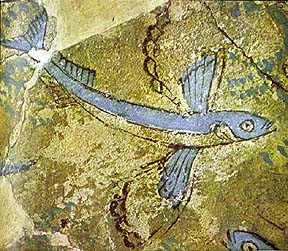
Fresko eines Fliegenden Fisches

Einige Räume waren mit Fresken ausgemalt. Erhalten sind neben dem berühmtesten Wandbild fliegender Fische Bruchstücke zweier weiterer Motive. Sie zeigen eine Seelandschaft und zwei sitzende Männer. Einer der beiden trägt ein wohl goldenes Armband und hält in seiner Hand ein Tuch, dessen regelmäßiger Faltenwurf kretische Einflüsse erkennen lässt.
Die umfangreichsten Bauwerke waren ein als Herrenhaus bezeichneter Bau und die Befestigungsmauer, die das Bild der Ausgrabungsstätte heute prägt.
Das Herrenhaus weist die für die Bronzezeit außergewöhnliche Größe von 5,70 m × 13,60 m auf. Dem als Megaron anzusehenden Hauptraum war ein kleiner Vorraum vorgelagert. Weitere Details können nicht mehr ermittelt werden. Aufgrund der Lage an einem der wenigen Plätze der Stadt wird es als Sitz der Handelsverwaltung identifiziert. Im Schutt des Gebäudes wurden Tontafeln mit Texten in der kretischen Linear A-Schrift gefunden.
Von der Stadtmauer sind nur die Süd-West-Ecke und rund 100 m der Südseite erhalten. Die Mauer ist maximal 4 m hoch und durchschnittlich 2 m dick, aus großen und sorgfältig behauenen Blöcken errichtet. Zwischenräume sind mit kleinen Steinen ausgefüllt. Sie hat keine durchgehende Außenseite, sondern besteht aus einzelnen Abschnitten, die vor- und zurückspringen, was die Stabilität verstärkt und die Bekämpfung von Feinden erleichtert. Im erhaltenen Teil sind keine Tore vorhanden.
Die Keramik dieser Zeit ist durch die Übernahme von minoischen Motiven geprägt, die in hoher Stückzahl und mit nur wenigen Variationen gefertigt werden.

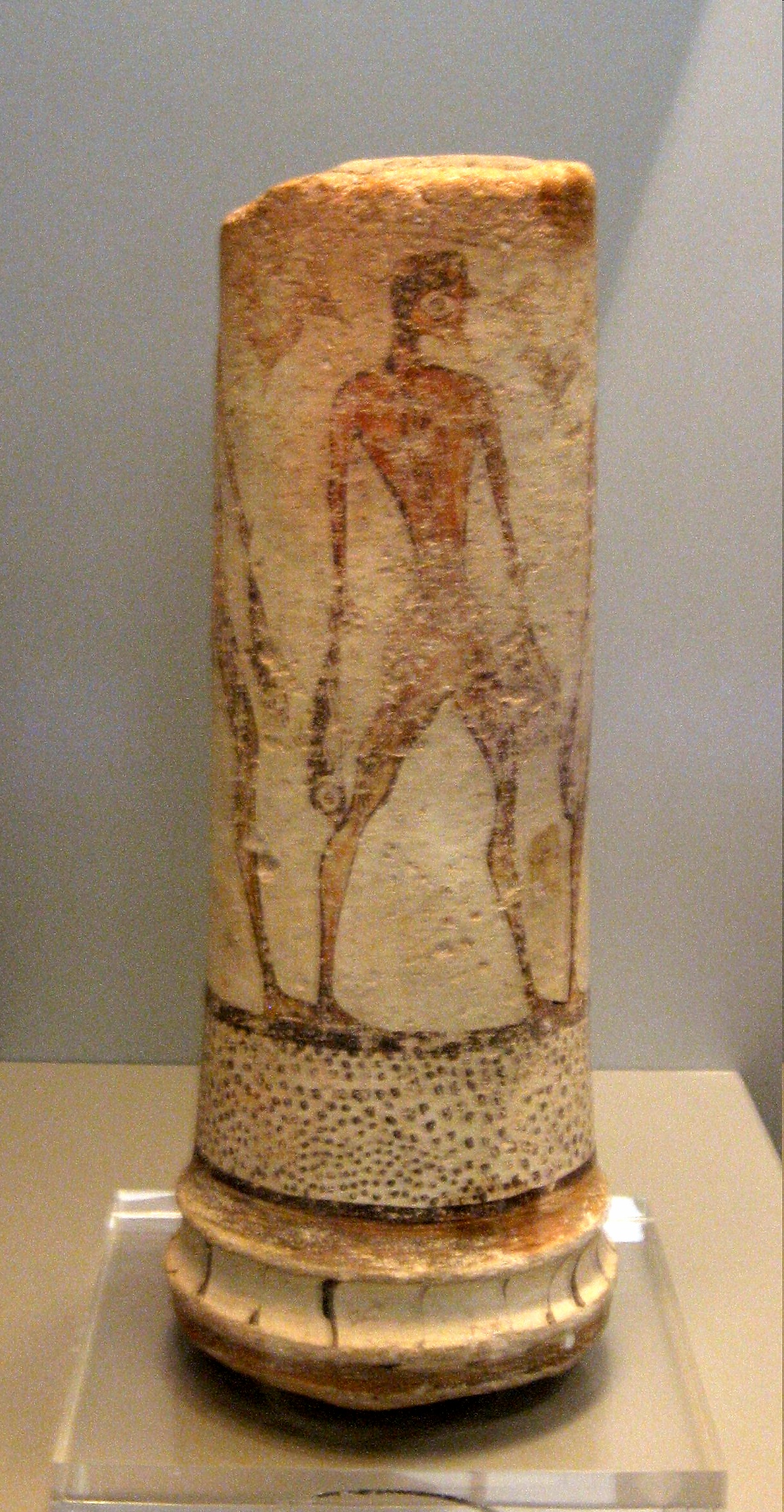
Bemalter Vasenfuß aus spätmykenischer Zeit. Archäologisches Nationalmuseum Athen

### Spätmykenische Erweiterungen
Um das Jahr 1400 v. Chr. wurde die Stadt innerhalb kurzer Zeit weitgehend umgebaut. Wieder wurde grundsätzlich das alte Raster übernommen, aber auch diesmal nur wenige Fundamente weiter genutzt. Während Mackenzie die mykenische Zeit einheitlich betrachtete, interpretiert Renfrew die spätmykenische Phase als eigenständige, vierte Epoche. Mackenzie hielt entsprechende Vermutungen bereits in seinem Grabungsbericht fest, nahm sie aber nicht in die Veröffentlichung auf. Die Siedlung ist weniger gut erhalten als ihre Vorgänger.
Ihre Bedeutung liegt vor allem in drei neuen Bauwerken und den dort gefundenen Kultfiguren.
- Die ohnehin schon gewaltige Stadtmauer wurde verstärkt. Der alten, 2 m dicken Mauer wurde eine zweite, eben so starke Mauer im Abstand von 2 m gegenübergestellt. Mit unregelmäßigen Quermauern wurde die Konstruktion in einzelne Kammern aufgeteilt, die großteils mit Erde verfüllt waren. Einige könnten aber auch als Räume, vielleicht Wachstuben genutzt worden sein. Aus dieser Zeit ist ein Stadttor erhalten.

- Auf dem Grund des älteren Herrenhauses, um knapp zwei Meter gegenüber den alten Fundamenten verschoben, wurde ein mykenischer Palast errichtet. Er bestand aus dem Haupttrakt mit einer Vorhalle und dem Hauptraum von 8 m × 6 m, sowie einem Korridor zu einer Flucht von Nebenräumen, bei denen es sich um Frauengemächer gehandelt haben könnte. Auffallend ist die Wasserversorgung des Palastes durch einen 9 m tiefen Brunnen.

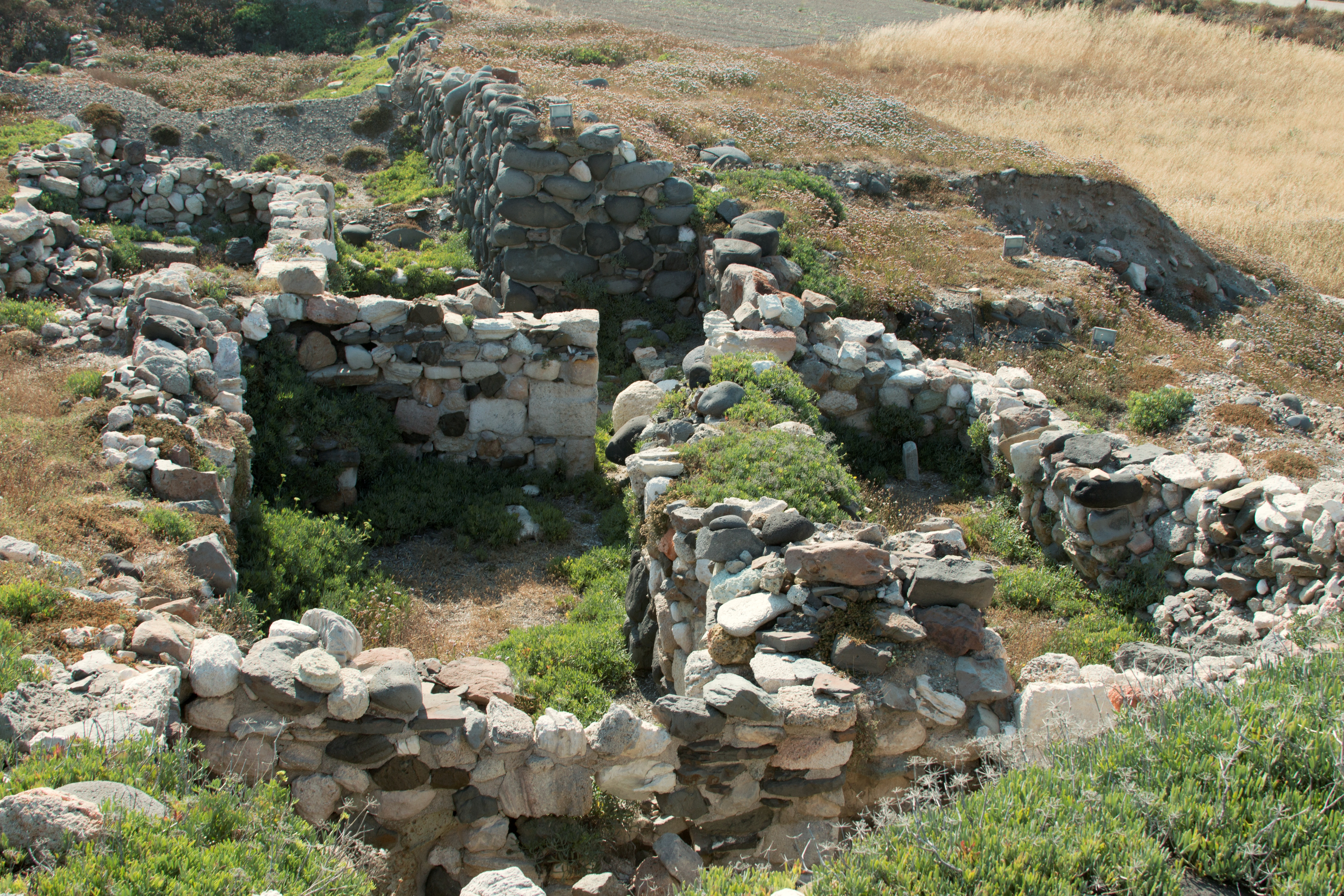
Grundmauern des Heiligtums

- Der Höhepunkt der Ausgrabungen in den 1970er Jahren war die Entdeckung eines Komplexes, der als Heiligtum interpretiert wird. Im Süden der Stadt, angelehnt an die Wehrmauer, wurden zwei Fundamenteinheiten ergraben. Das sogenannte Westheiligtum besteht aus einem großen Raum von 6 m × 6,60 m mit einem Eingang in der Ostwand, an den sich im Westen zwei kleine Nebenräume anschließen. Im Hauptraum waren zwei als Altäre interpretierte gemauerte Tische. Es wurde etwa 1360 v. Chr. errichtet. Später wurde das als Ostheiligtum bezeichnete Bauwerk angebaut. Es schließt sich im rechten Winkel nordöstlich an und hat seinen Eingang von der Seite des Hofes, der sich mit dem Westheiligtum und der Stadtmauer bildet. Anfang des 12. Jahrhunderts v. Chr. wurde die Anlage zerstört und nur notdürftig repariert.

Im Schutt der beiden Heiligtümer wurden verschiedene Figuren und Statuetten gefunden. Sie erlauben einen Einblick in die religiösen Vorstellungen der Zeit, auch wenn die Interpretationen spekulativ bleiben müssen.
Am spektakulärsten ist die sogenannte Dame von Phylakopi, eine Tonfigur von 45 cm Höhe, die eine vermutlich weibliche Figur zeigt, deren nicht erhaltene Arme in Anbetung erhoben waren. Daneben ist eine größere Zahl männlicher Statuetten erhalten. Zwei davon stellen eine keulenschwingende Gottheit dar, wie sie aus dem Vorderen Orient bekannt ist. Im selben Kontext wurden sieben Stierfiguren gefunden, von denen zwei als Gefäße mit Ausguss angelegt sind. Außerdem noch eine Vielzahl kleinerer Figuren und Formen und zehn Siegelsteine.
Die Stadt Phylakopi wurde um das Jahr 1100 v. Chr. aufgegeben. Die Zerstörung des als Heiligtums interpretierten Gebäudekomplexes wird auf ca. 1120 v. Chr. datiert, als Ursache wird ein Erdbeben angenommen, das auch Agia Irini auf Kea schwer beschädigt hat. Da aber im 12. Jahrhundert v. Chr. auch auf den benachbarten Inseln alle städtischen Siedlungen aufgegeben werden, und beispielsweise auf Paros Zerstörungen durch Menschen nachgewiesen sind, muss von einem Zusammenbruch der gesamten Kultur ausgegangen werden. Das Ostheiligtum wurde noch für eine kurze Zeit weiterhin benutzt, dann gibt es keine Siedlungs-Nachweise aus Phylakopi mehr.
Auf dem griechischen Festland fanden dagegen schon um bzw. kurz nach 1200 v. Chr. massive Umwälzungen statt: die mykenischen Palastzentren wurden zerstört, viele Siedlungen aufgegeben, einige Regionen, wie Messenien, sogar fast entvölkert. Das mykenische Palastwirtschaftssystem brach zusammen und mit ihm ging wahrscheinlich auch die Verwendung der Schrift verloren. Zwar bestand die mykenische Kultur noch mindestens 150 Jahre weiter und an den weiterbesiedelten Orten (u. a. auch Tiryns und Mykene) gab es zeitweise gewisse Nachblüten der mykenischen Kultur, doch waren die Ereignisse auf dem Festland um 1200 so einschneidend, dass die sogenannte mykenische Palastzeit endete und in Griechenland nach 1200 v. Chr., spätestens um 1050/30 v. Chr., mit dem Ende der mykenischen Kultur, die sog. „Dunklen Jahrhunderte“ anbrechen. Noch drastischer traf es um 1200 v. Chr. weite Teile vor allem Zentral-Kleinasiens, wo nach dem Zusammenbruch des hethitischen Großreichs (ca. 1190/80 v. Chr.) für mehr als vier Jahrhunderte ein Dunkles Zeitalter anbrach. Weshalb Phylakopi und mit ihm weite Teile der ägäischen Inselwelt von den massiven Umwälzungen und Zerstörungen ab 1200 v. Chr. offenbar weitgehend verschont blieben, ist bis heute nicht abschließend geklärt.